# Limnophila melica
Limnophila melica är en tvåvingeart som beskrevs av Alexander 1929. Limnophila melica ingår i släktet Limnophila och familjen småharkrankar. Inga underarter finns listade i Catalogue of Life.